# Carl Funk (Schauspieler)
Carl Funk, auch Karl Funk, (vor 1872 – nach 1902) war ein Theaterschauspieler und -regisseur.

## Leben
Funk begann seine Bühnenlaufbahn 1888 in Hannover am Residenztheater, kam 1889 ans Stadttheater nach Breslau, wo er zwei Jahre verblieb, setzte 1891 seine Bühnenlaufbahn in Halle fort, kam 1892 nach Berlin ans Berliner Theater, trat 1894 ans Schillertheater Berlin über, wo er drei Jahre wirkte, schloss sich hierauf dem Berliner Residenz-Ensemble (1. Oktober 1891, 1. Mai 1898) an, wo er auch die Regie von Schau- und Lustspiel führte, und trat sodann in den Verband des Stadttheaters in Düsseldorf.
Er war ein prächtiger Schauspieler und trug sicher auch die größte Arbeitslast, die er mit unermüdlicher Ausdauer bewältigte. Namentlich als „Père noble“ wusste er wirksam zu repräsentieren und sein Talent am vorteilhaftesten zu erweisen. Als eine seiner prächtigsten Leistungen wird der „Sartorius“ in Erbe bezeichnet.